# Hans Stille
Hans Stille (født 8. oktober 1876 i Hannover, død 26. december 1966 sammesteds) var en tysk geolog.
Han knyttedes i 1900 til Geologische Landesanstalt i Berlin og virkede 1908 til 1912 som professor i mineralogi og geologi ved den tekniske højskole i Hannover og derefter et års tid som professor i geologi og palæontologi ved universitetet i Leipzig. Fra 1913 var han professor ved universitetet i Göttingen. Stille, som blandt andet undersøgte geologiske forhold i Andesbjergene i Sydamerika, beskæftigede sig navnlig med det mesozoiske tidsrums geotektonik.